# Niewodnica Kościelna
Niewodnica Kościelna – wieś w Polsce położona w województwie podlaskim, w powiecie białostockim, w gminie Turośń Kościelna.
W latach 1975–1998 miejscowość administracyjnie należała do województwa białostockiego.

## Opis
Wieś powstała na początku XVI wieku. Należała do rodziny Koryckich, którzy swój dwór zbudowali na wzgórzu, gdzie obecnie jest stacja kolejowa. W 1596 r. Koryccy ufundowali kościół św. Antoniego.
11 maja 1986 we wsi odsłonięto obelisk ku czci 660 żołnierzy 22 pp 9 DP Wojska Polskiego, którzy polegli w walkach z Niemcami w okresie II wojny światowej (obiekt powstał z inicjatywy lokalnych działaczy PRON). 
Miejscowość jest siedzibą parafii św. Antoniego Padewskiego. W strukturze kościoła rzymskokatolickiego parafia należy do metropolii białostockiej, archidiecezji białostockiej, dekanatu Białystok – Nowe Miasto.